# Hyundai i40
Der Hyundai i40 ist ein in der Mittelklasse angesiedeltes Pkw-Modell des südkoreanischen Automobilherstellers Hyundai Motor Company für den europäischen Markt. Der Wagen unterscheidet sich äußerlich und in der Länge von dem auf anderen Kontinenten weiterhin angebotenen Hyundai Sonata. Dessen Plattform wird auch für den Kia Optima und Hyundai Santa Fe verwendet.

## Geschichte
Der i40 wurde in Hyundais europäischem Forschungs- und Entwicklungszentrum in Rüsselsheim konzipiert und wird im Werk Ulsan (Südkorea) gebaut. Die insgesamt fünf Werke dieses weltweit größten Automobilstandorts verlässt alle zwölf Sekunden ein Fahrzeug, von denen die meisten über den angeschlossenen Hafen in den Weltmarkt gelangen.
Ungewöhnlich für ein Modell koreanischer Fertigung ist die feingliedrige Optionsliste des i40. Sie weist auf ein flexibles Zuliefer- und Fertigungssystem hin.
Vor seiner Premiere am Genfer Salon wurde eine Webseite geschaltet, auf der Nutzer mit ihrer Mausbewegung einen Animationspfad über die zu beleuchtenden Teile des noch nicht öffentlich gezeigten Fahrzeugs beschreiben konnten. Dieser wurde anschließend real abgefahren.
Anfang März 2011 wurde zunächst die Kombiversion i40cw vorgestellt, die im Juni in den Verkauf gelangte. Die Stufenhecklimousine folgte erst am 23. März 2012. Hierbei orientierte sich Hyundai an der Nachfrage in der Mittelklasse.

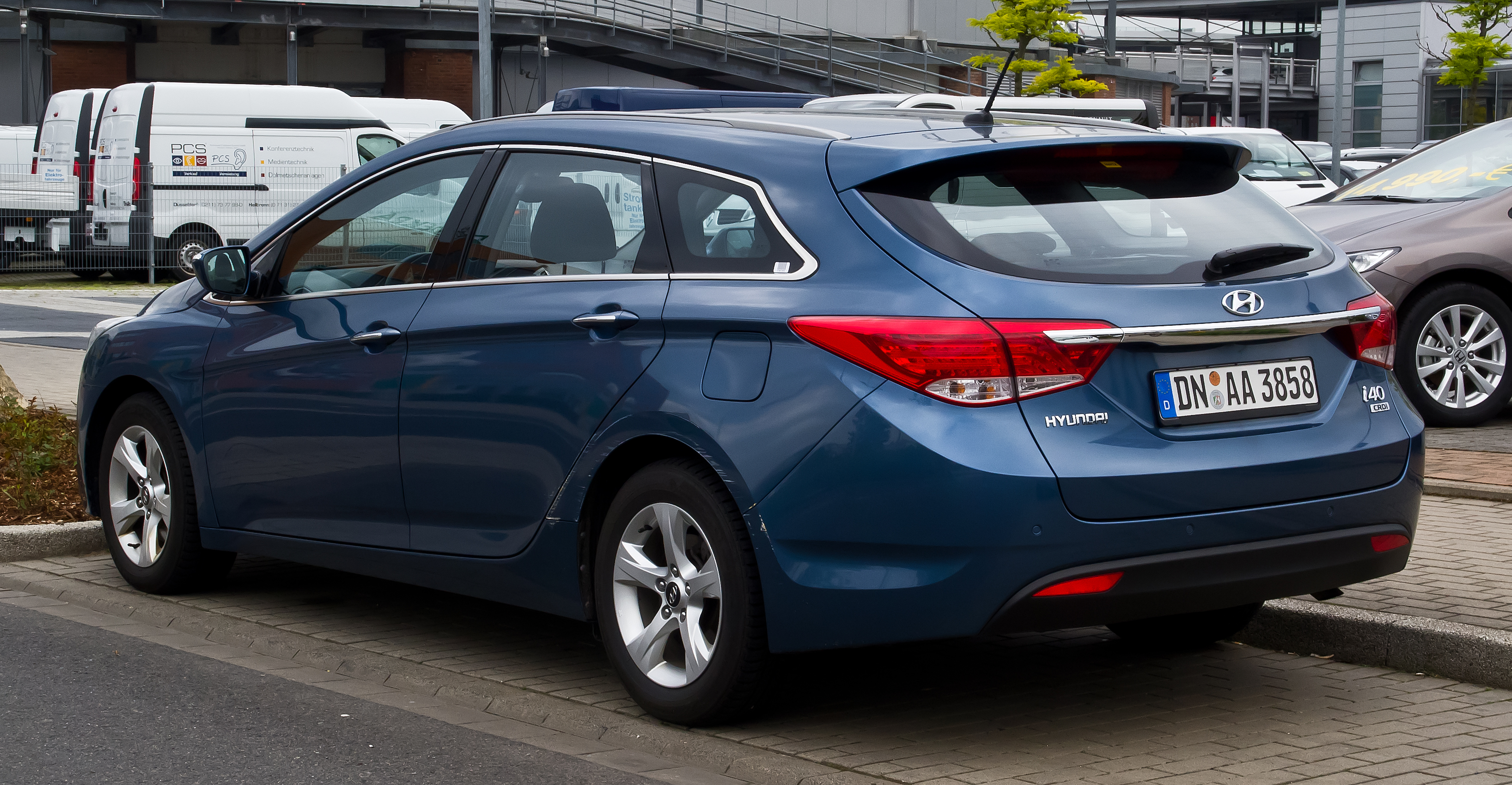
Heckansicht
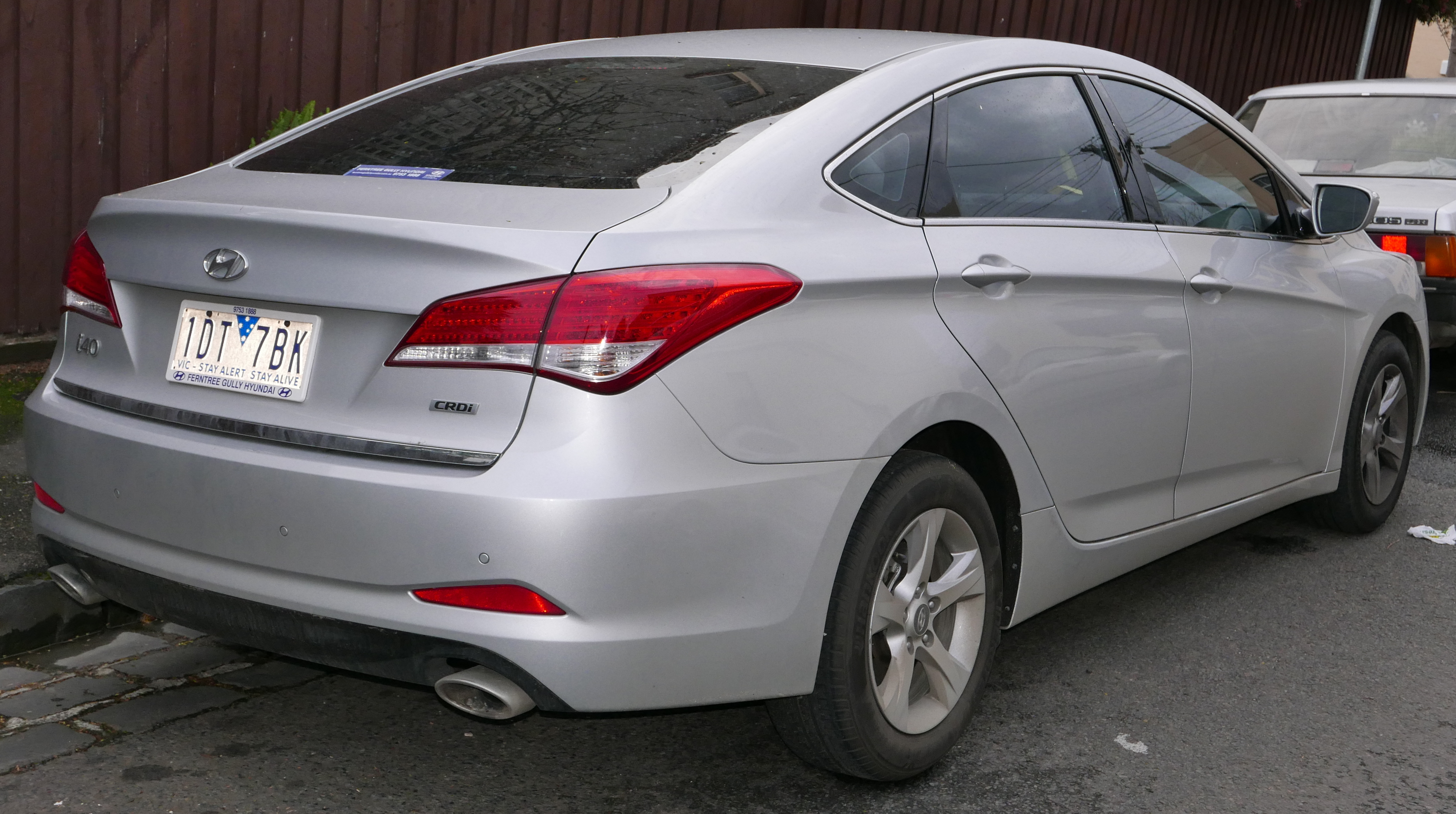
Hyundai i40 Stufenheck (2012–2015)

### Modellpflege
Im Dezember 2014 stellte Hyundai die überarbeitete Ausgabe des i40 vor. Im Mai 2015 gelangte sie in den Verkauf.
Am äußeren Erscheinungsbild fällt der umgestaltete und vergrößerte Hexagonal-Grill auf. Zudem wurde das Scheinwerfer-Layout dem Familiendesign angepasst. Des Weiteren gibt es neue Leichtmetallräder in 16 und 18 Zoll.
Der Innenraum wurde mittels neuer Materialien an Lenkrad, Armlehnen und Schalthebel aufgewertet. Zusätzlich ist eine neue Lederausstattung in Rotbraun erhältlich.
Bei den Antrieben wurden ebenfalls Modernisierungsmaßnahmen vorgenommen: der 1,7 CRDi von 136 auf 141 verstärkt. Das Drehmoment steigt dadurch von 330 auf 340 Newtonmeter. Zudem liegt das Höchstdrehmoment nun bereits bei 1750 statt erst bei 2000 min−1 an. Auch in der schwächeren Leistungsstufe wurde der 1,7-l-Diesel überarbeitet. Mit 85 kW (115 PS) blieb die Leistung zwar unverändert, das maximale Drehmoment stieg aber von 260 auf 280 Newtonmeter. Der Ottomotor 2.0 GDi leistet nach der Überarbeitung statt der vorigen 131 (178) nur noch 121 kK (165 PS). Dadurch soll sich laut Hyundai neben der Effizienz auch die Fahreigenschaften im Alltag verbessert haben. Das maximale Drehmoment sank leicht von 213 auf 204 Newtonmeter, es liegt unverändert bei 4700 Umdrehungen pro Minute an.

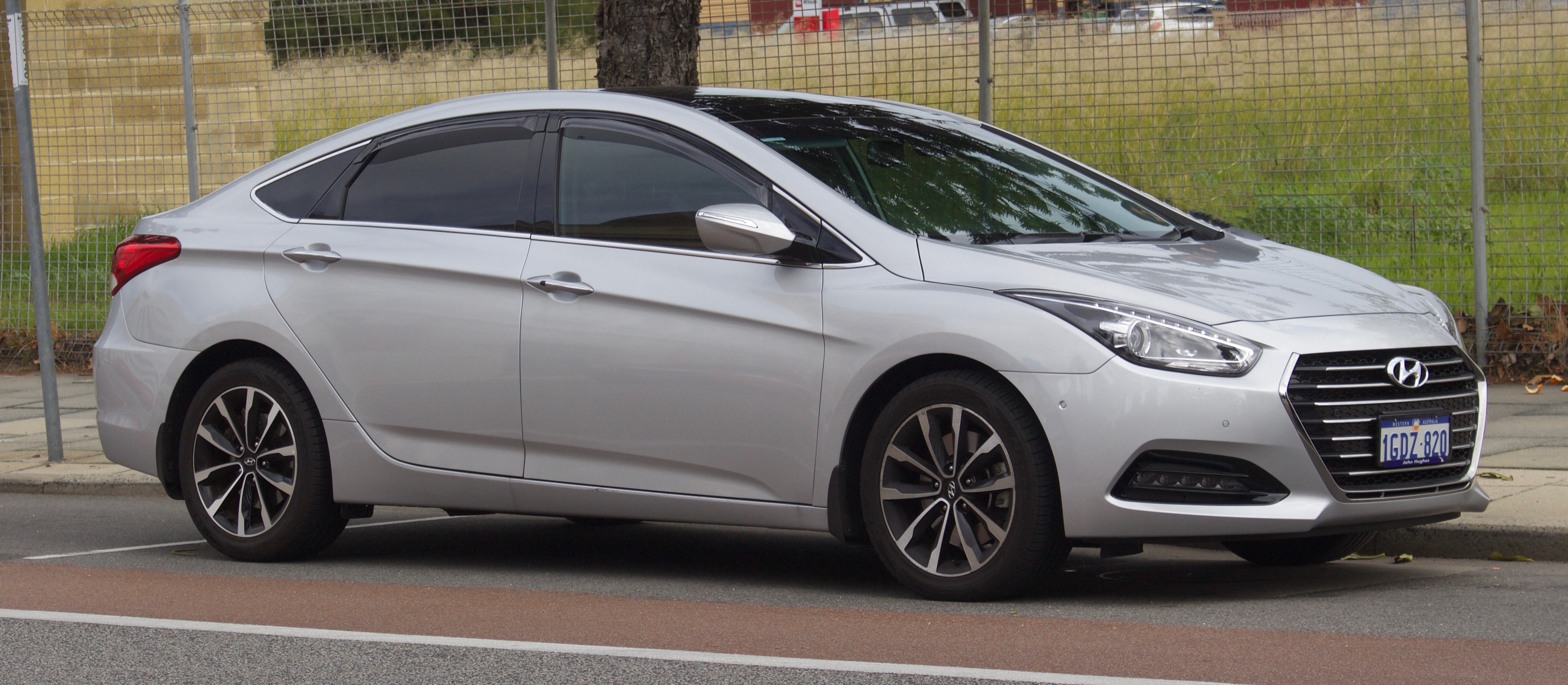
Hyundai i40 Stufenheck (2014–2019)
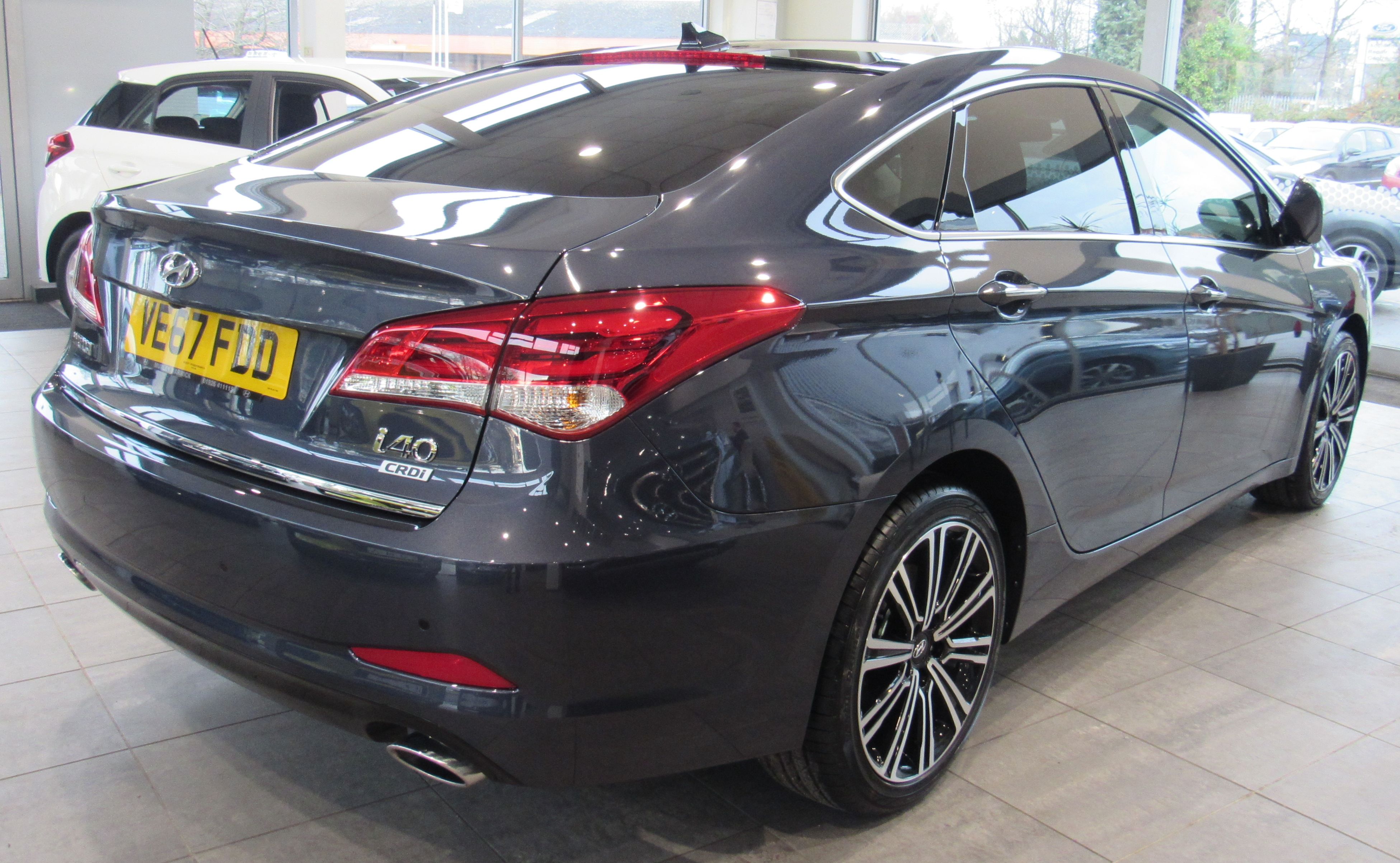
Heckansicht
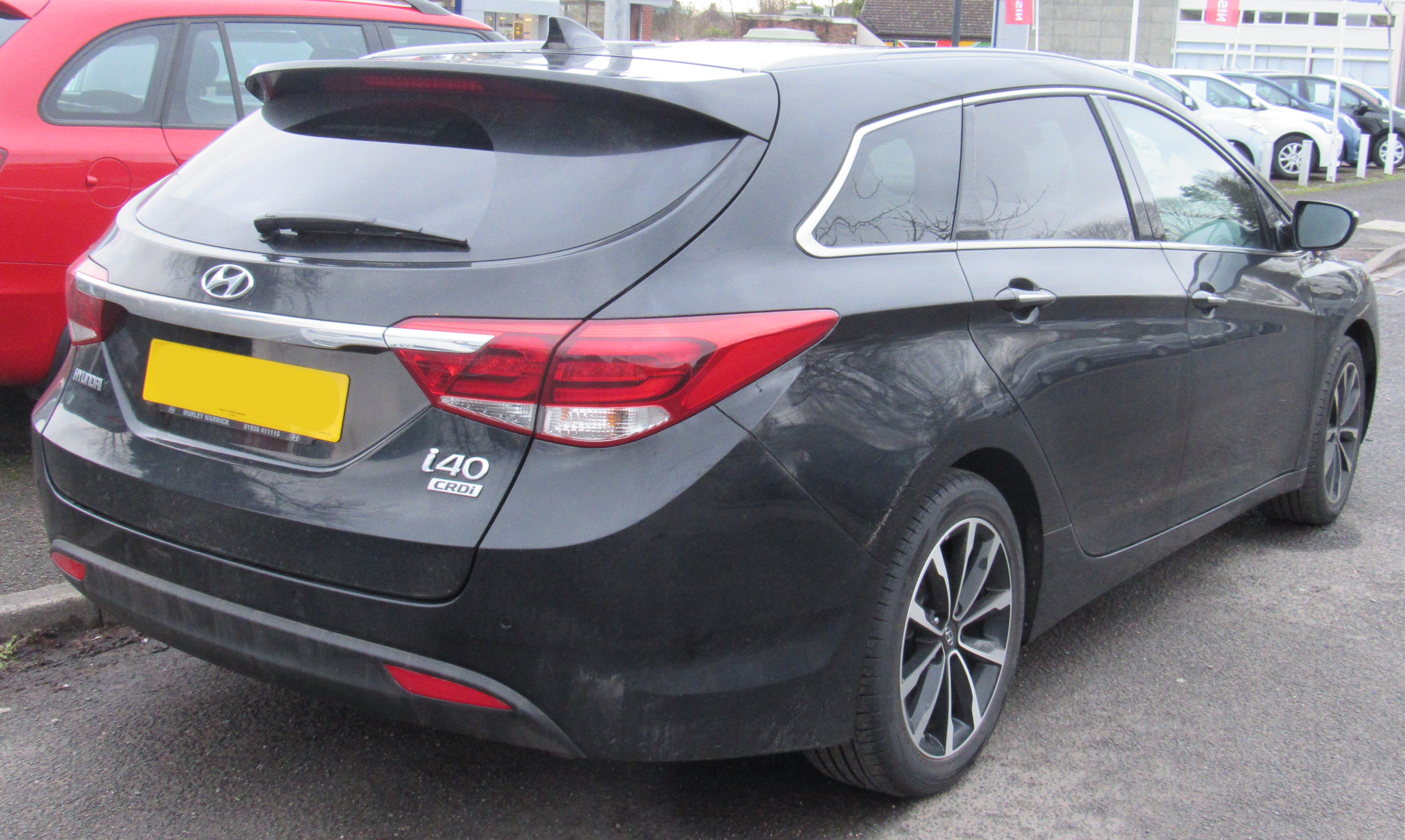
Hyundai i40 Kombi (2015–2019)

## Studie

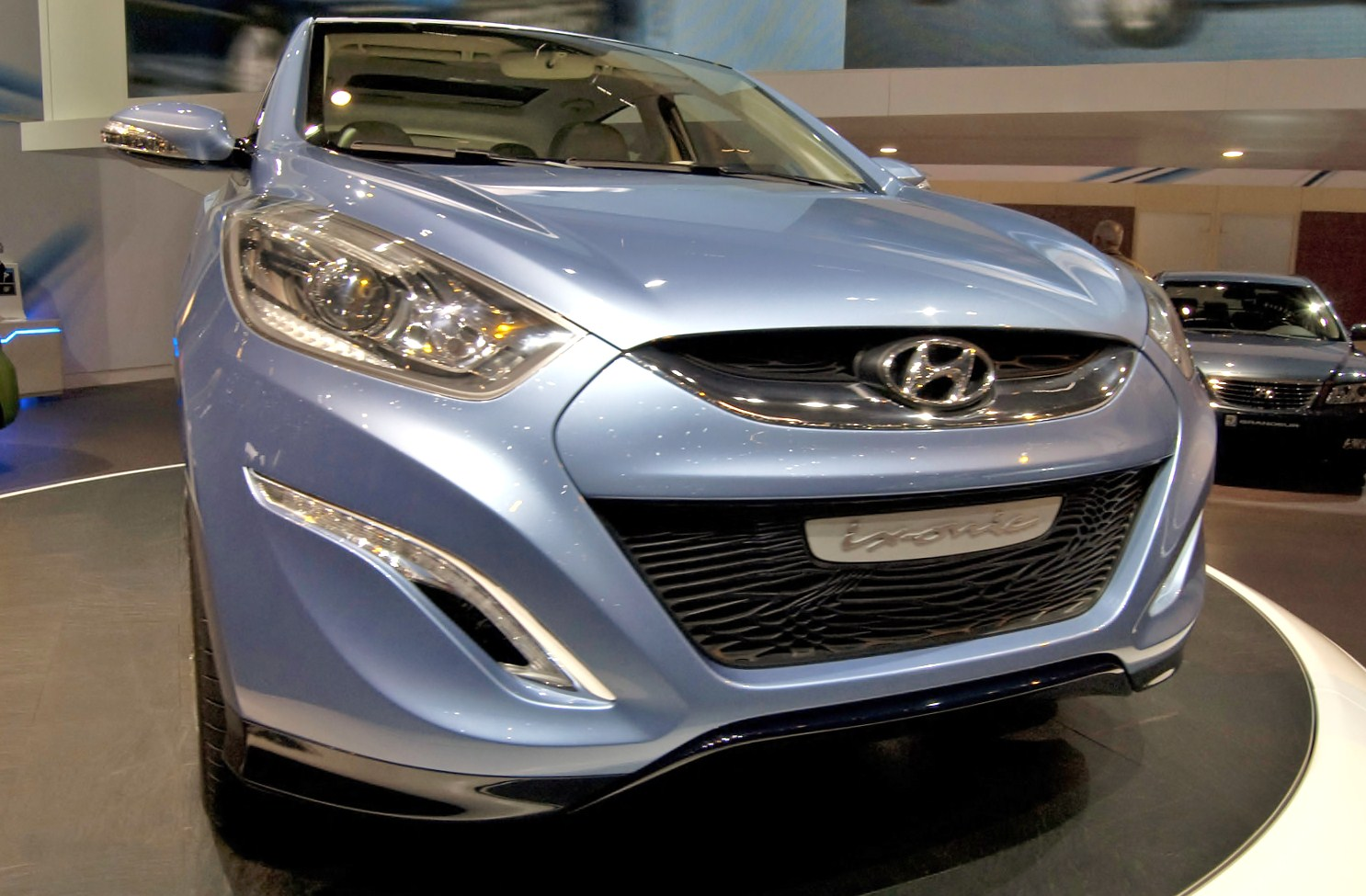
2006 erfolgte der Schritt zur aktuellen Designsprache „Fluidic Sculpture“ durch den „HED 6 ix-onic“, der ab 2010 als ix35 produziert wird.

Das Konzeptfahrzeug zum i40 entwickelte das Rüsselsheimer Europa-Zentrum von Hyundai in Zusammenarbeit mit BASF, um damit neue Materialien für den Innenraum und zur Gewichtsreduktion am Chassis vorzustellen. Auch die Gewinnung elektrischer Energie aus der Abgaswärme wurde mittels thermoelektrischer Auspuffeinsätze gezeigt. Kaltstarts soll eine wärmedämmende Polyurethan-Motorummantelung ersparen, umgekehrt die infrarotreflektierenden Lackpigmente im Sommer die Aufheizung minimieren. Als Nebeneffekt sollen dies auch die bedarfsweise ausklappenden Solarzellen im Glasdach leisten. Diese Elemente gehörten jedoch zur Hybridtechnik der Studie und wurden nicht in den i40 übernommen.
Ab 2012 sollte er indes als Dieselhybrid erhältlich sein (siehe Motoren). Identisch zur Studie soll der Verbrauch 3 Liter auf 100 km betragen.
Gezeichnet wurde der HED-7 i-flow (Hyundai European Design) von Thomas Bürkle, der 2005 aus Chris Bangles BMW-Team zu Hyundai wechselte. Zuletzt arbeitete er dort am E63, bei Hyundai war sein Debüt der zurückhaltende, nur am Heck noch an BMW erinnernde i30. Grund seines Wechsels war die Möglichkeit, das im Entstehen befindliche eigenständig arbeitende europäische Designzentrum zu leiten.

## Verkaufsstrategie

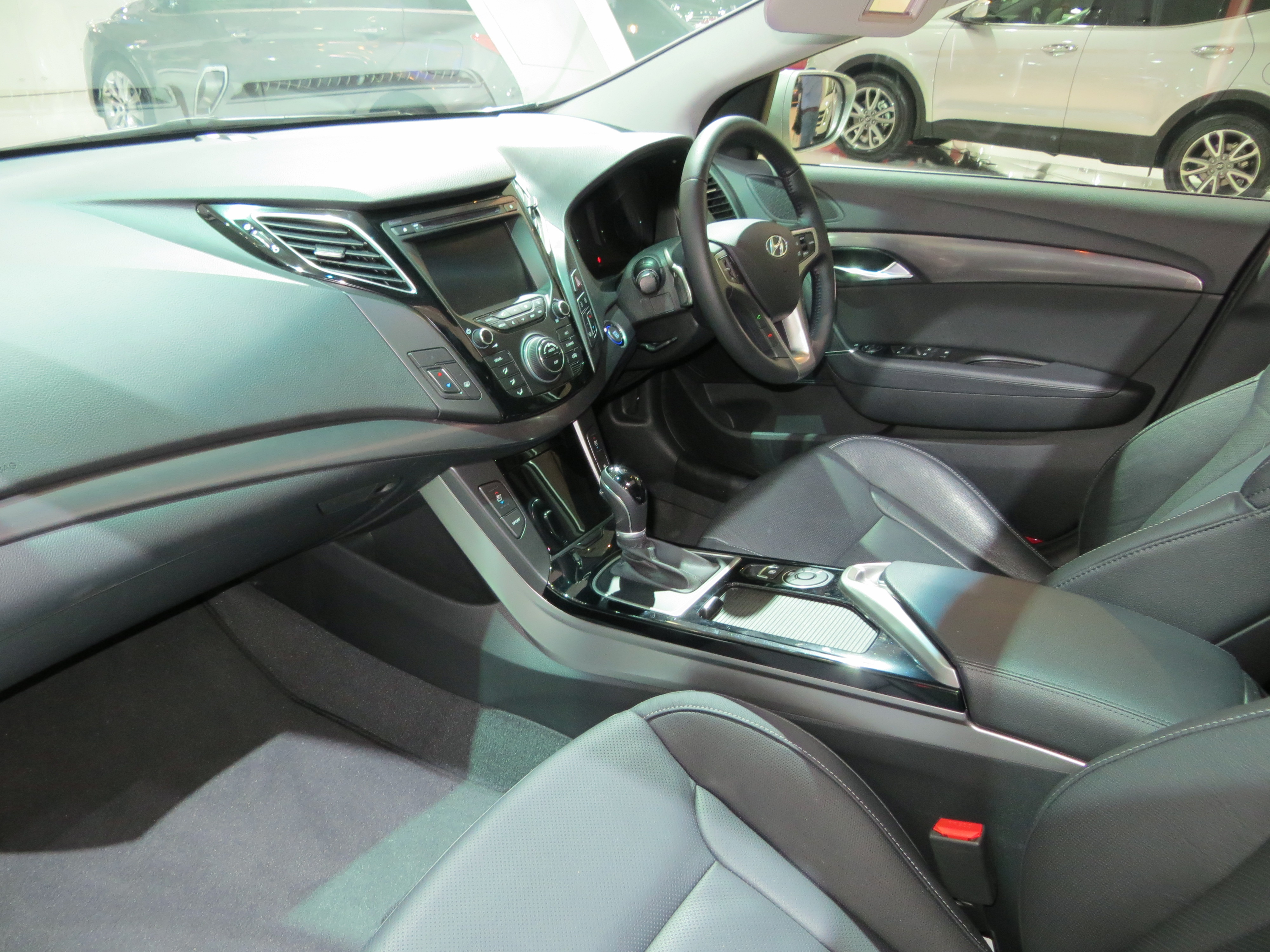
Interieur (australische Version)

Die von Thomas Bürkle entworfene Karosserie erstreckt sich über eine im Vergleich zum Sonata längeren Radstand. Damit handelt es sich wörtlich genommen um eine andere Plattform, insgesamt kann der i40 jedoch als ein mit höherem Budget gefertigter Sonata betrachtet werden. Die Entwicklung solch europaspezifischer Modelle begann mit dem i30 und dient weniger dem Wachstum als der Überprüfung selbstgesetzter Qualitätsziele in einem gesättigten, aber technikinteressierten und kaufkräftigen Markt. Der i30 erfüllte seine Zielstellung; er gehört unter den Privatkäufern zu den meistgekauften Autos im deutschen Markt. Der Erstkontakt zur Marke soll nun auch vermehrt im Flottenmarkt erfolgen. Die so erreichbaren Zielgruppen sollen helfen, den im Gegensatz zur weltweiten Entwicklung stetigen Exotenstatus der Hyundai-Mittelklasse abzulegen. Dieser begleitet den Sonata seit dem Europa-Markeneintritt 1991 (vgl. Verkaufszahlen). Der Gewerbeanteil würde zugleich den nach der Abwrackprämie zurückgehenden Privatkundenabsatz auffangen, avisiert sind deshalb rund 20 % für den i40. Das Ziel sind 10 % Gewerbeanteil über alle Modelle.
Den Anfang auf diesem Weg machte 2010 der i30cw. Zuletzt reduziert der Flottenanteil auch den händlerseits kritisierten Re-Importanteil von 30 Prozent, der von wirtschaftskrisenbelasteten Ländern befördert wird, um die landeseigenen Absatzzahlen zu stabilisieren.

### Garantie
Der Restwertproblematik widmet der Hersteller eine lange Garantie. Er gewährt fünf Jahre und übernimmt innerhalb dieser Zeit auch Teile der Wartungskosten. Bei Zulassungen ab 2012 sind dies fünf Checkups, die beliebig nutzbar sind, so vor Urlaubsreisen oder Winterbeginn. 2011 waren es fünf Inspektionen, exklusive der Materialkosten für Verschleißteile. Zum Erhalt der Garantie ist eine Inspektion Voraussetzung. Eine Kilometerbegrenzung gilt aber nach wie vor nur für Taxis und Mietwagen. Eine Mobilitätsgarantie von ebenfalls fünf Jahren soll bei Pannen Unterkunft und Leihwagen stellen. Für reimportierte Wagen („EU-Import“) gilt das beigelegte Serviceheft, dessen Inhalt Hyundai zufolge in 26 europäischen Ländern dem Beschriebenen ähnelt.
So entfällt der Anreiz, freie Werkstätten anzusteuern. Deren Wartung würde zwar die Garantie unbeschadet lassen, nicht aber den Umsatz vertraglich an Hyundai gebundener Betriebe. So hingegen subventioniert der Hersteller das eigene Netz und behält zugleich die Kontrolle über sein Produkt. Die kann er für genau geregelte Abläufe und ein damit einheitliches Kundenerlebnis nutzen. Den freien Werkstätten stehen dennoch dieselben Informationen zu Wartung und Nachbesserung zur Verfügung.
Die Strategie langer Garantien begann der Konzern beim Kia Opirus 2004. Hier noch ohne Wartungsübernahme, folgten im selben Jahr Kompakt- und Kleinwagen mit zusätzlichen fünf günstigen Inspektionen.
Laut einer herstellerunabhängigen Studie verliert im Segment nur der Seat Exeo (als 1.8 TSI) weniger an Wert, als der i40 1.6 GDI. Dieses Ergebnis entsteht bei der Betrachtung der Neu- und Restwerte in Euro, nicht beim prozentualen Wertverlust. Ungenauigkeiten entstanden jedoch durch die Verwendung von Listen- anstelle realer Verkaufspreise. Der ADAC sieht die Wertstabilität unterhalb von Superb und Passat und oberhalb aller anderen Non-Premium-Wagen der Mittelklasse.

## Fahrwerk
- vorn: Einzelradaufhängung, MacPherson-Federbeine mit Gasdruckstoßdämpfern, Querlenker, Frontantrieb
- hinten: Einzelradaufhängung, Mehrlenkerachse mit Gasdruckstoßdämpfern und Stabilisator
- BAS – Bremsassistent
- EBD – elektronische Bremskraftverteilung
- CBC – Cornering Brake Control – ergänzt das EBD, indem es das kurveninnere Hinterrad stärker anbremst und so einem Ausbrechen entgegenwirkt
- TCS – elektronische Antriebsschlupfregelung für das Anfahren
- ESP – Fahrdynamikregelung, Praxistest im Bereich Sicherheit, Absatz Sicherheitsassistenten
- HAC – Hill Ascent Control – Berganfahrhilfe, die an starken Steigungen die Bremsen beim Loslassen noch bis zum Einkuppeln angezogen lässt[26][27]

Die direkte Lenkung reduziere durch ihre Leichtgängigkeit bei Stadt-Tempo die Zielgenauigkeit bei flotten Richtungswechseln. Mit steigender Geschwindigkeit sinkt dann die Servounterstützung. Dennoch entstehe eine zurückhaltendere Fahrweise. Beim Rangieren wirkt der niedrige Widerstand erleichternd, zudem steht er nicht für eine instabile Spur; Fahrrillen folgt der Wagen kaum. Lob findet das Fahrwerk für das Dämpfen der Unebenheiten, von denen nur die kurz aufeinanderfolgenden spürbar seien. Bei schnellen Richtungswechseln verhindert das ESP ein Übersteuern des leicht werdenden Hecks.
Der Wendekreisdurchmesser liegt mit 11 Metern im Klassenüblichen. Ihm folgt der Bremsweg, der sich auch bei wiederholten Bremsmanövern nicht verlängert. Der Mittelwert nach zehn Vollbremsungen aus 100 km/h liegt bei 40 Metern.

## Sicherheit
Die Sicherheitsausstattung umfasst neben den sechs üblichen Airbags einen fahrerseitigen im Kniebereich sowie in der D-A-CH-Region optionale Torso-Airbags im Fonds, welche die dortigen Kopfairbags ergänzen. Ein ESP sowie Isofix-Halterungen im Fond sind immer enthalten, ein Reifendruckkontrollsystem optional. Wie der Knieairbag wurde auch der (optionale) aktive Spurassistent aus dem in Europa nicht erhältlichen Grandeur übernommen. Dort waren beide erstmals in einem Fahrzeug der Marke enthalten. Aus den 2011 am Markt verfügbaren Sicherheits-Assistenten verzichtet der i40 damit auf Spurwechselassistent, abstandsregelnden Tempomat und eine automatische Notbremsung, die bei Hindernissen selbsttätig abbremsen würde. Deren Funktion reicht jedoch von später, rein akustischer Warnung bis zur automatischen Vollbremsung, sodass eine Kenntnis der modellspezifischen Funktion wichtig für das Vermeiden falscher Annahmen des Fahrers ist.
Der Bremsweg liegt mit 40 Metern im Mittelfeld des Segments und wird durch den Bremsassistenten auch bei nicht durchgedrücktem Pedal erreicht. Die Bremsleistung nahm während der zehn Vollbremsungen aus 100 km/h nicht ab.
Aufgrund seines nur europaweiten Verkaufs wird der i40 auch nur im Euro NCAP geprüft. Damit bleiben die Tests amerikanischer Institute zum Überrollverhalten und dem Schadensbild bei Parkremplern aus. In den USA werden dafür weder Kindersicherheit, noch aktive, also unfallvermeidende Sicherheitssysteme geprüft.
Die folgenden Tests wurden im August 2011 durchgeführt und gelten für alle produzierten i40.
Euro NCAP
- Gesamtergebnis:

2009 begann der Euro NCAP nach neuem Schema zu testen. Alle danach gewerteten Mittelklasse-Modelle erhielten wie der i40 fünf Sterne. Ausnahmen bilden der MG 6 und der Seat Exeo, an welchem auch die Umstellung nachvollziehbar wird. Er basiert auf einer älteren Audi-Generation, die nach dem alten Schema 2008 noch fünf Sterne erhielt. Vergleichbar sind die Wertungen also nicht mehr. Geändert wurde vornehmlich die Anzahl der Tests, sie wurden zahlreicher wie die Messwerte, die der Leser erhält. Beibehalten wurde die Durchführung der schon vorhandenen Tests.
- Erwachsene: 92 %

Die Tests der vor zehn Jahren noch einzigen Wertungskategorie zeigten gute Ergebnisse. Der Frontaltest simuliert wie damals ein versetztes Gegeneinanderfahren zweier 55 km/h schneller, gleich schwerer Fahrzeuge. Der Fahrer erreicht bis auf den Kopf- und Fußbereich jedoch nur die zweitbeste Wertungsstufe. Obwohl der Knieairbag hier bestmöglichen Schutz bot, wertete das Institut die Lenksäule als potentiell gefährlich für andere Situationen und daher ab. Die gleiche Wertung erhielt der Schulterbereich im 2009 hinzugekommenen Pfahltest. Hier wird das Fahrzeug mit 29 km/h an ein telefonmastähnliches Hindernis geschoben. Alle anderen Messbereiche sowie der Seiten- und Hecktest erhielten aber die beste Wertung. Beim Seitentest waren die optionalen Torso-Airbags im Fond nicht enthalten, die dortigen Kindersitze erreichten dennoch sehr gute Messwerte. Dabei fuhr eine Limousine mit 50 km/h mittig an die Fahrerseite, beim Hecktest wurden den ausgebauten Vordersitzen drei Stöße versetzt, die Unfälle mit 6 bis 9g Kopfbeschleunigung simulieren. Die passiven Kopfstützen des Testfahrzeugs verhindern dabei durchweg ein Schleudertrauma, sind in der D-A-CH-Region aber dennoch durch aktive ersetzt. Der Euro NCAP wählt bei der Testwagen-Ausstattung die europaweit mutmaßlich meistverkaufte. Die Verwendung besonders leichter und daher dünner Bleche am Dach senkt den Schwerpunkt und wird an dessen Vibrieren im Crashtestvideo erkennbar – ein Effekt, der beim i40 auch die Flanken umfasst. Die tragenden Teile werden hingegen aus hochfesten Stählen gefertigt.
- Kinder: 86 %

Ein Viertel der Maximalpunktzahl ist hier für Anleitung und Einfachheit der Sitz-Anbringung vorgesehen. Diese Punkte erreicht der i40 vollständig durch eine deutliche Statusanzeige des Beifahrer-Frontairbags über der rechten Temperaturregelung sowie den Hinweis, auf diesem Sitz keinen rückwärtsgewandten Kindersitz zu installieren, sollte der Airbag aktiviert sein. Die Praxis-Tests zeigten durchgehend niedrige Belastungen bei gutem Schutz, außer beim befriedigend bewerteten Brustbereich am Drei-Jahre-Testdummy im Frontaltest.
Die zusammen mit dem Toyota Avensis erreichten 86 % waren das höchste Ergebnis zum Testzeitpunkt, übertroffen wurde es im November vom Hyundai Veloster.
- Fußgänger: 43 %

Bis auf die Stoßstange und den mittleren Bereich der Motorhaube bot die Karosserie kaum Fußgängerschutz. Mit einer für 2012 geplanten strafferen Wertung würde das Fahrzeug damit insgesamt nur noch vier Sterne erhalten. Zum Testzeitpunkt variierten die Hersteller zwischen 26 % (Volvo C30) und 72 % (Ford Focus).
- Sicherheitsassistenten: 86 %

Nach der erstmaligen Wertung des Gurtwarntons 2002 werden seit 2009 auch ESP und Geschwindigkeitsbegrenzer mit Punkten bedacht. Ein solcher begrenzt den i40 auf eine fahrerdefinierte Höchstgeschwindigkeit, die selbiger jedoch ändern kann. Geprüft wird die genaue Einhaltung des Limits und die Einfachheit seines Festlegens. Das ESP wird durch Lenkroboter auf einer Teststrecke geprüft. Die so reproduzierten Anforderungen erfüllten bislang alle Fahrzeuge, so auch der i40. Der fehlende Punkt zur Maximalwertung im Assistenzbereich rührt daher von anderer Stelle – den im Fonds fehlenden Gurtwarnern.

## Karosserie
Die Karosserie besteht in sicherheitsrelevanten Bereichen aus hochfesten Stählen. Diese fertigt Hyundai in Nachbarschaft zum i40-Werk. Ihre Qualität und Verarbeitungseffizienz wurde von der Frankfurter EuroCarBody Conference 2011 mit dem ersten Platz ausgezeichnet, knapp vor dem Audi A6 und der Mercedes B-Klasse. Die Auszeichnung gilt als die renommierteste im Karosseriebau (vgl. Sicherheit).
| Kofferraum-Maße 1          | Kofferraum-Maße 1 | Kofferraum-Maße 1 | Kofferraum-Maße 1 | Kofferraum-Maße 1 |
|                            | i40 cw | VW Passat         | Škoda Superb      | Klassenbestwert   |
| -------------------------- | --- | ----------------- | ----------------- | ----------------- |
| Breite:                    | 100 cm | 100 cm            | 105 cm            | 113 cm 2          |
| Tiefe:                     | 112 cm | 113 cm            | 113 cm            | 117 cm 2          |
| – bei umgelegter Rückbank: | 197 cm | 180 cm            | 196 cm            | 197 cm            |
|                            | 1 Messungen des ADAC, angegeben sind die durchgängig nutzbaren Maße, unberücksichtigt bleiben breitere Ausbuchtungen2 Ford Mondeo |                   |                   |                   |

Die Rundumsicht aus dem Wagen ist segmentüblich, Kritik finden das hoch ansetzende Heckfenster und dessen umrahmende C-Säulen. Parksensoren sind nur mancherorts serienmäßig (etwa Österreich), bei Bestellung jedoch immer rundum angebracht. In den höheren Ausstattungen ist zusätzlich eine Lenkautomatik bestellbar, die den Wagen rückwärts in Parklücken entlang der Fahrbahn manövriert. Solche quer zur Fahrbahn beherrscht in der Mittelklasse 2011 nur der VW Passat (Parklenkassistent 2.0).
Durch Fahrzeugbreite und Beinfreiheit wirke das Platzangebot großzügig in beiden Reihen. Im Fond sei der Seitenhalt jedoch minimal, vorn hingegen bequem und haltgebend gepolstert. Wie alle Sitze des Segments erhielten auch diese eine gute Wertung vom ADAC. Gegen Aufpreis können alle Plätze beheizt, vorn auch gekühlt werden. Eine Lordosenstütze ist jedoch nur für den Fahrer erhältlich, beim Kauf der elektrischen Verstellung dann auch mit Speicherung der Sitzposition. Sein Sitz fährt vor dem Aussteigen automatisch zurück, was größeren Personen mehr Beinfreiheit gewährt, auf Wunsch aber im Bordcomputer deaktiviert werden kann. Mit einem optionalen SmartKey lassen sich die Türen durch Drücken eines Knopfes in den Griffen der Fahrer- und Beifahrertür entriegeln; derart ausgestattete Wagen werden über einen Startknopf angelassen.

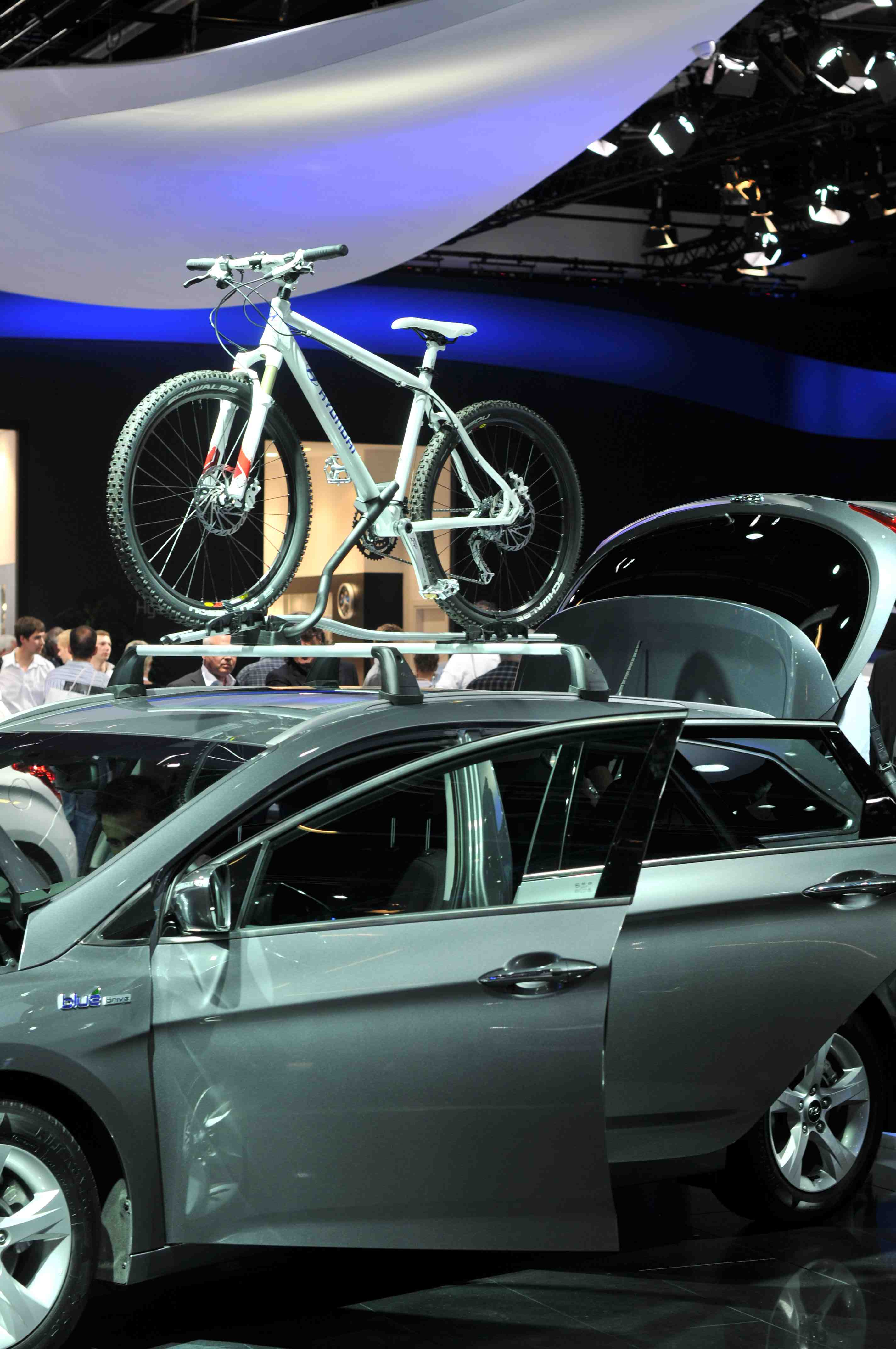
In Ergänzung zum Kofferraum trägt das Dach bis zu 100 kg Transportgut.

Im Gehäuse der serienmäßigen Nebelscheinwerfer ist eine zusätzliche Glühlampe integriert, die beim Lenken aufleuchtet und nach der Kurvenfahrt wieder ausdimmt (statisches Kurvenlicht). Die optionalen Xenon-Scheinwerfer folgen gegen weiteren Aufpreis aktiv dem Lenkradeinschlag, um das Kurveninnere aufzuhellen. Das Abblendlicht schaltet ein optionaler Lichtsensor dem Umgebungslicht gemäß an oder ab. Die manuelle Lichtbedienung wanderte vom Blinkerhebel neben das Lenkrad an die Armatur zu der für deutsche Hersteller üblichen Anordnung. Das LED-Band in den Scheinwerfern ist serienmäßig.
Erhältlich ist ein Fernlichtassistent, der bei fernstraßenüblichen Geschwindigkeiten automatisch das weiter reichende Licht aktiviert und bei Gegenverkehr wieder abschaltet. Der Erkennungsalgorithmus solcher Assistenten ist bislang jedoch von modellbezogener Reife.
Optional enthält die Kombiversion auf Schienen verschiebbare Ösen und einen Stab zur Ladungssicherung. Dieser ist genauso gelagert und kann daher auch diagonal fixiert werden. Gleiches bieten VW Passat und Škoda Superb, Toyota im Avensis nur ohne den Querstab, aber wie überall optional. Abgedeckt wird die i40-Ladung durch ein Rollo und ein Trennnetz, die separat ausgebaut werden können. Ersteres zeigte bei manchen Fahrzeugen Probleme beim Zusammenrollen, die nach einem Austausch jedoch verschwanden. Die Heckklappe schwingt auf 1,85 Meter, erfordert auf den letzten Zentimetern aber Nachdruck aufgrund schwacher Stoßdämpfer. Deren geringer Widerstand vereinfacht dafür das Schließen. Die Rückenlehne ergibt umgeklappt eine ansteigende und nicht ganz stufenlose Ladefläche. Das Dach trägt Lasten von 100 kg und fällt zum Heck hin ab, reduziert damit aber nicht wesentlich das vom ADAC „sehr gut“ bewertete Volumen.
Die Heckklappe kann seit 2012 optional elektrisch betrieben werden, die Ladekante ist die zweitniedrigste im Segment. Mit 60 cm entspricht sie VW Passat, Ford Mondeo, Škoda Superb und Mazda 6. Unterboten wird sie vom Laguna Grandtour mit 58 Zentimetern.
Der Kombi hat einen Luftwiderstandsbeiwert (cw) von 0,29, bei der Stufenheckversion sind es 0,28.

## Motoren
Die Motorenpalette des i40 unterscheidet sich völlig von der des Hyundai Sonata. Die Motoren liegen im Bereich von 85 kW (115 PS) bis 130 kW (177 PS) und haben einen Hubraum von maximal 2 Litern. Die stärkste Version ist ein 2,0-l-GDI-Motor mit 130 kW, der mit 156 g/km auch die höchste Kohlendioxidemission des Fahrzeugs mit sich bringt. Während der Sonata mit einem Benzin-Hybridantrieb erhältlich ist, plante Hyundai für den i40 bis 2012 den ersten Dieselhybrid des Konzerns. Der projektierte Normverbrauch liegt bei 3 l/100 km.
Automatik ist nur für die jeweils stärkere Version verfügbar. Alle Fahrzeuge sind serienmäßig mit einer Berganfahrhilfe ausgestattet. Optional sind die Ausstattungsmerkmale elektronische Parkbremse, Spurhalteassistent sowie neun Airbags und das Smart Parking Assist-System (vgl. zweiter Absatz) erhältlich.
Beide Diesel-Motoren gibt es auch als „blue 1.7 CRDi“ mit der Start-Stopp-Automatik ISG. Das „blue drive“-Paket besteht aus einer Start-Stopp-Automatik, Leichtlaufreifen, einer adaptiven Lichtmaschine und kostet 400 Euro.
Objektiv erzeugt der i40 Diesel bei 130 km/h mit 68 dB(A) ein Dezibel mehr als die klassenbesten mit 67 dB(A) in Honda Accord, Mazda 6 und VW Passat. Hierzu trägt die längere Übersetzung des gemessenen 136-PS-Modells bei. Im 6. Gang bei 120 km/h beträgt die Drehzahl 2000 min−1 anstelle der 2500 Umdrehungen der 116-PS-Version. Eine Messung der Benzinmodelle fand nicht statt. Auch die Heizleistung wurde bislang nur im Diesel gemessen. Sie liegt am unteren Ende der dieselgetriebenen Mittelklasse. Gegenüber dem schnellsten (Renault Laguna) benötigt der i40 fünf Minuten länger, um von −10 °C auf 22 °C zu heizen, insgesamt rund 19 Minuten.

### Technische Daten
| Motor         | Hubraum  | Zylinder | Leistung                       | Max. Drehmoment                                                 | Ø-Verbrauch auf 100 km               | Getriebe                                     | Beschleunigung 0–100 km/h | Höchstgeschwindigkeit | Bauzeit         |
| ------------- | -------- | -------- | ------------------------------ | --------------------------------------------------------------- | ------------------------------------ | -------------------------------------------- | ------------------------- | --------------------- | --------------- |
| Ottomotoren   |          |          |                                |                                                                 |                                      |                                              |                           |                       |                 |
| 1.6 GDI       | 1591 cm³ | 4        | 99 kW (135 PS) bei 6300 min−1  | 164 Nm bei 4850 min−1                                           | 6,4 l                                | 6-Gang-Schaltung                             | 11,6 s                    | 195 km/h              | 06/2011–08/2018 |
| 1.6 GDI       | 1591 cm³ | 4        | 99 kW (135 PS) bei 6300 min−1  | 164 Nm bei 4850 min−1                                           | 6,7 l                                | 6-Gang-Schaltung                             | 11,6 s                    | 195 km/h              | 10/2018–07/2019 |
| 2.0 GDI       | 1999 cm³ | 4        | 121 kW (165 PS) bei 6500 min−1 | 203 Nm bei 4700 min−1                                           | 7,1 l 7,5 l (Automatik)              | 6-Gang-Schaltung 6-Stufen-Automatik          | 9,9 s (10,8 s)            | 210 km/h (205 km/h)   | 02/2015–08/2018 |
| 2.0 GDI       | 1999 cm³ | 4        | 130 kW (177 PS) bei 6200 min−1 | 208 Nm bei 4700 min−1                                           | 6,8 l 7,5 l (Automatik)              | 6-Gang-Schaltung 6-Stufen-Automatik          | 9,7 s (10,8 s)            | 212 km/h (208 km/h)   | 06/2011–02/2015 |
| Dieselmotoren |          |          |                                |                                                                 |                                      |                                              |                           |                       |                 |
| 1.6 CRDi      | 1598 cm³ | 4        | 85 kW (115 PS) bei 4000 min−1  | 280 Nm bei 1500–2750 min−1                                      | 4,6 l                                | 6-Gang-Schaltung                             | 12,6 s                    | 187 km/h              | 10/2018–07/2019 |
| 1.6 CRDi      | 1598 cm³ | 4        | 100 kW (136 PS) bei 4000 min−1 | 320 Nm bei 2000–2250 min−1                                      | 4,6 l 4,7 l (Automatik)              | 6-Gang-Schaltung 7-Gang-DCT (Doppelkupplung) | 10,5 s (11,0 s)           | 195 km/h (194 km/h)   | 10/2018–07/2019 |
| 1.7 CRDi      | 1685 cm³ | 4        | 85 kW (116 PS) bei 4000 min−1  | 260 Nm bei 1250–2750 min−1                                      | 4,6 l 4,3 l (blue)                   | 6-Gang-Schaltung                             | 12,9 s                    | 190 km/h              | 06/2011–02/2015 |
| 1.7 CRDi      | 1685 cm³ | 4        | 85 kW (116 PS) bei 4000 min−1  | 280 Nm bei 1250–2750 min−1                                      | 4,6–4,8 l                            | 6-Gang-Schaltung                             | 12,6 s                    | 190 km/h              | 02/2015–08/2018 |
| 1.7 CRDi      | 1685 cm³ | 4        | 100 kW (136 PS) bei 4000 min−1 | 330 Nm bei 2000–2500 min−1Zuglast (1.800 kg) Zuglast (1.500 kg) | 4,7 l 5,6 l (Automatik) 4,5 l (blue) | 6-Gang-Schaltung 6-Stufen-Automatik          | 10,6 s (12,0 s)           | 200 km/h (190 km/h)   | 06/2011–02/2015 |
| 1.7 CRDi      | 1685 cm³ | 4        | 104 kW (141 PS) bei 4000 min−1 | 340 Nm bei 1750–2500 min−1                                      | 4,6 l 4,9 l (Automatik)              | 6-Gang-Schaltung 7-Gang-DCT (Doppelkupplung) | 10,5 s (11,0 s)           | 200 km/h (200 km/h)   | 02/2015–08/2018 |

## Zulassungszahlen
Seit dem Marktstart 2011 bis einschließlich Dezember 2019 sind in der Bundesrepublik Deutschland insgesamt 43.234 Hyundai i40 neu zugelassen worden. Mit 8.628 Einheiten war 2012 das erfolgreichste Verkaufsjahr.
| 531 \| \| |
|           |

|  |

| 1.087 \| \| |
|             |

|  |

| 531 \| \| |
|           |

|  |

| 1.087 \| \| |
|             |

|  |

| 3.583 \| \| |
|             |

|  |

| 5.045 \| \| |
|             |

|  |

| 3.583 \| \| |
|             |

|  |

| 5.045 \| \| |
|             |

|  |

| 3.239 \| \| |
|             |

|  |

| 4.323 \| \| |
|             |

|  |

| 3.239 \| \| |
|             |

|  |

| 4.323 \| \| |
|             |

|  |

| 2.559 \| \| |
|             |

|  |

| 4.138 \| \| |
|             |

|  |

| 2.559 \| \| |
|             |

|  |

| 4.138 \| \| |
|             |

|  |

| 1.640 \| \| |
|             |

|  |

| 4.632 \| \| |
|             |

|  |

| 1.640 \| \| |
|             |

|  |

| 4.632 \| \| |
|             |

|  |

| 1.479 \| \| |
|             |

|  |

| 3.617 \| \| |
|             |

|  |

| 1.479 \| \| |
|             |

|  |

| 3.617 \| \| |
|             |

|  |

| 1.691 \| \| |
|             |

|  |

| 2.269 \| \| |
|             |

|  |

| 1.691 \| \| |
|             |

|  |

| 2.269 \| \| |
|             |

|  |

| 1.831 \| \| |
|             |

|  |

| 911 \| \| |
|           |

|  |

| 1.831 \| \| |
|             |

|  |

| 911 \| \| |
|           |

|  |

| 390 \| \| |
|           |

|  |

| 269 \| \| |
|           |

|  |

| 390 \| \| |
|           |

|  |

| 269 \| \| |
|           |

|  |

| 531 \| \| |
|           |

|  |

| 1.087 \| \| |
|             |

|  |

| 531 \| \| |
|           |

|  |

| 1.087 \| \| |
|             |

|  |

| 3.583 \| \| |
|             |

|  |

| 5.045 \| \| |
|             |

|  |

| 3.583 \| \| |
|             |

|  |

| 5.045 \| \| |
|             |

|  |

| 3.239 \| \| |
|             |

|  |

| 4.323 \| \| |
|             |

|  |

| 3.239 \| \| |
|             |

|  |

| 4.323 \| \| |
|             |

|  |

| 2.559 \| \| |
|             |

|  |

| 4.138 \| \| |
|             |

|  |

| 2.559 \| \| |
|             |

|  |

| 4.138 \| \| |
|             |

|  |

| 1.640 \| \| |
|             |

|  |

| 4.632 \| \| |
|             |

|  |

| 1.640 \| \| |
|             |

|  |

| 4.632 \| \| |
|             |

|  |

| 1.479 \| \| |
|             |

|  |

| 3.617 \| \| |
|             |

|  |

| 1.479 \| \| |
|             |

|  |

| 3.617 \| \| |
|             |

|  |

| 1.691 \| \| |
|             |

|  |

| 2.269 \| \| |
|             |

|  |

| 1.691 \| \| |
|             |

|  |

| 2.269 \| \| |
|             |

|  |

| 1.831 \| \| |
|             |

|  |

| 911 \| \| |
|           |

|  |

| 1.831 \| \| |
|             |

|  |

| 911 \| \| |
|           |

|  |

| 390 \| \| |
|           |

|  |

| 269 \| \| |
|           |

|  |

| 390 \| \| |
|           |

|  |

| 269 \| \| |
|           |

|  |

| 531 \| \| |
|           |

|  |

| 1.087 \| \| |
|             |

|  |

| 531 \| \| |
|           |

|  |

| 1.087 \| \| |
|             |

|  |

| 3.583 \| \| |
|             |

|  |

| 5.045 \| \| |
|             |

|  |

| 3.583 \| \| |
|             |

|  |

| 5.045 \| \| |
|             |

|  |

| 3.239 \| \| |
|             |

|  |

| 4.323 \| \| |
|             |

|  |

| 3.239 \| \| |
|             |

|  |

| 4.323 \| \| |
|             |

|  |

| 2.559 \| \| |
|             |

|  |

| 4.138 \| \| |
|             |

|  |

| 2.559 \| \| |
|             |

|  |

| 4.138 \| \| |
|             |

|  |

| 1.640 \| \| |
|             |

|  |

| 4.632 \| \| |
|             |

|  |

| 1.640 \| \| |
|             |

|  |

| 4.632 \| \| |
|             |

|  |

| 1.479 \| \| |
|             |

|  |

| 3.617 \| \| |
|             |

|  |

| 1.479 \| \| |
|             |

|  |

| 3.617 \| \| |
|             |

|  |

| 1.691 \| \| |
|             |

|  |

| 2.269 \| \| |
|             |

|  |

| 1.691 \| \| |
|             |

|  |

| 2.269 \| \| |
|             |

|  |

| 1.831 \| \| |
|             |

|  |

| 911 \| \| |
|           |

|  |

| 1.831 \| \| |
|             |

|  |

| 911 \| \| |
|           |

|  |

| 390 \| \| |
|           |

|  |

| 269 \| \| |
|           |

|  |

| 390 \| \| |
|           |

|  |

| 269 \| \| |
|           |

|  |

| 531 \| \| |
|           |

|  |

| 1.087 \| \| |
|             |

|  |

| 531 \| \| |
|           |

|  |

| 1.087 \| \| |
|             |

|  |

| 3.583 \| \| |
|             |

|  |

| 5.045 \| \| |
|             |

|  |

| 3.583 \| \| |
|             |

|  |

| 5.045 \| \| |
|             |

|  |

| 3.239 \| \| |
|             |

|  |

| 4.323 \| \| |
|             |

|  |

| 3.239 \| \| |
|             |

|  |

| 4.323 \| \| |
|             |

|  |

| 2.559 \| \| |
|             |

|  |

| 4.138 \| \| |
|             |

|  |

| 2.559 \| \| |
|             |

|  |

| 4.138 \| \| |
|             |

|  |

| 1.640 \| \| |
|             |

|  |

| 4.632 \| \| |
|             |

|  |

| 1.640 \| \| |
|             |

|  |

| 4.632 \| \| |
|             |

|  |

| 1.479 \| \| |
|             |

|  |

| 3.617 \| \| |
|             |

|  |

| 1.479 \| \| |
|             |

|  |

| 3.617 \| \| |
|             |

|  |

| 1.691 \| \| |
|             |

|  |

| 2.269 \| \| |
|             |

|  |

| 1.691 \| \| |
|             |

|  |

| 2.269 \| \| |
|             |

|  |

| 1.831 \| \| |
|             |

|  |

| 911 \| \| |
|           |

|  |

| 1.831 \| \| |
|             |

|  |

| 911 \| \| |
|           |

|  |

| 390 \| \| |
|           |

|  |

| 269 \| \| |
|           |

|  |

| 390 \| \| |
|           |

|  |

| 269 \| \| |
|           |

|  |

|  | Benziner (16.943) |

|  | Benziner (16.943) |

|  | Diesel (26.291) |

|  | Diesel (26.291) |